# Matrimonio di Umberto di Savoia e Maria José del Belgio

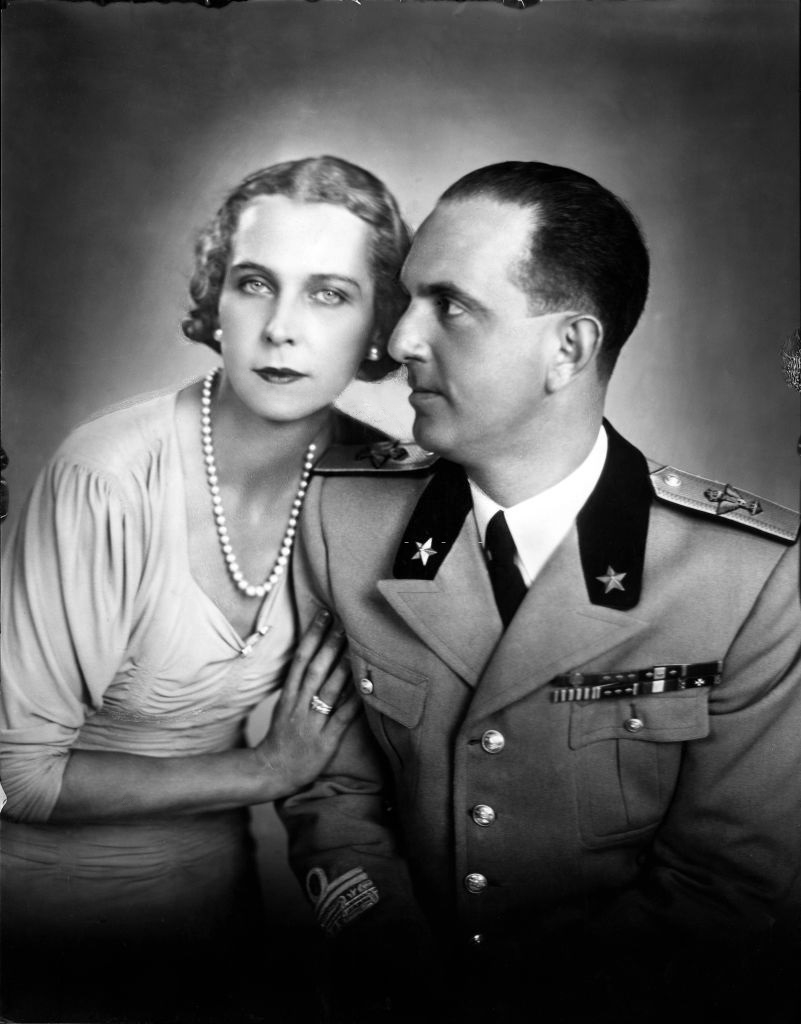
Umberto di Savoia e Maria José del Belgio,

Il matrimonio di Umberto di Savoia e Maria José del Belgio, poi principi di Piemonte, venne celebrato dal cardinal Pietro Maffi, arcivescovo di Pisa, l'8 gennaio 1930 nella Cappella Paolina del Palazzo del Quirinale. Il 9 maggio 1946 Umberto divenne re d'Italia e così Maria José regina, entrambi divennero gli ultimi sovrani a sedere sul trono italiano. Umberto morì nel 1983 a Ginevra mentre Maria Josè nel 2001 a Thônex.

## Matrimonio

### Il fidanzamento
Umberto e Maria José si incontrarono per la prima volta nel 1918 a Battaglia Terme, presso Padova; lui era il Principe di Piemonte, nonché erede al trono italiano e figlio di Vittorio Emanuele III ed Elena di Savoia, lei invece era l'ultimogenita dei sovrani belga Alberto I ed Elisabetta in Baviera, nipote dell'Imperatrice Sissi d'Austria. In quel momento Umberto aveva tredici anni ed era vestito con un abito da marinaretto col berretto della Regia Nave Duilio, mentre lei, di appena undici anni, veniva dal Collegio della Santissima Annunziata di Poggio Imperiale, dove il padre l'aveva iscritta perché imperasse la cultura e la lingua italiana. Maria José fu scortata fino a Battaglia Terme dal Conte Vittorio Solaro del Borgo. I reali poi si recarono prima a Padova e successivamente a Venezia .

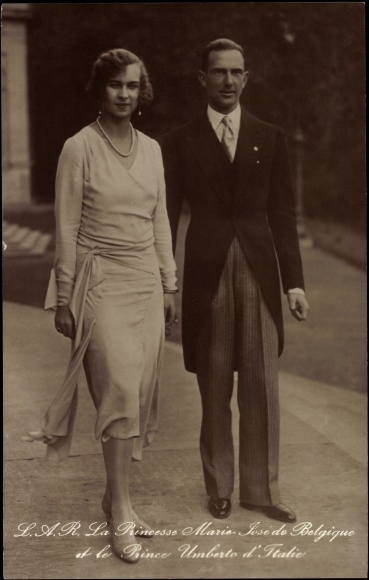
La giovane coppia negli anni '30.

Dopo l'incontro le case reali italiane e belga progettarono le nozze di Umberto e Maria José, anche se probabilmente fu fatto già tempo prima, difatti la Principessa era stata mandata nella Penisola per imparare cultura e lingua italiana. Il 28 ottobre 1922 ci fu la Marcia su Roma e di conseguenza l'ascesa di Mussolini e del fascismo ; l'opinione pubblica belga disapprovava apertamente l'unione di un membro della famiglia reale con uno di una dinastia che appoggiava il fascismo, ma il progetto matrimoniale rimase comunque ed i futuri sposi si videro di nuovo: nel 1921 Maria José era tornata in Belgio, continuando a dedicarsi allo studio dell'italiano e rivide il Principe Umberto il quale si recò al Castello di Laeken in visita al Principe Leopoldo. L'anno dopo Casa Savoia invitò la Principessa belga a trascorrere le vacanze al Castello di Racconigi, così gli incontri con Umberto diventarono quotidiani . Si diceva che i due si innamorarono, andavano d'accordo ed erano felici, visitarono Forte di Marmi, Pisa, Carrara, Lucca e Livorno; Maria José scrisse poi: “Fin dalla giovinezza fui allevata nell’idea che un giorno avrei sposato Umberto, l’erede al trono d’Italia. Tale prospettiva aveva assunto nella mia mente di fanciulla la forma di un sogno dorato, di una fiaba. Mia madre nutriva la mia speranza. Mi parlava dell’affascinante principe in termini tanto seducenti che egli per me incarnò l’apogeo delle perfezioni…” .
Nel 1929 il Principe di Piemonte si recò in visita ufficiale a Bruxelles ed il 24 ottobre, giorno dell'anniversario di matrimonio dei genitori d'Umberto, fu annunciato ufficialmente il fidanzamento fra il Principe Umberto di Savoia con la Principessa Maria José del Belgio; lo stesso giorno Umberto si recò nella capitale belga e, mentre deponeva una corona d'alloro sulla tomba del Milite ignoto, Fernando de Rosa, uno studente italiano residente a Parigi, gli sparò un colpo di pistola, mancandolo . Il 5 gennaio 1930, re Alberto I e la regina Elisabetta del Belgio, assieme ai figli Leopoldo, Carlo Teodoro e Maria José, giunsero alla Stazione di Termini dove furono accolti dal Principe Umberto e dai genitori, Vittorio Emanuele III ed Elena di Savoia. Un corteo di carrozze reali portò poi i reali fino al Palazzo del Quirinale .

### La celebrazione

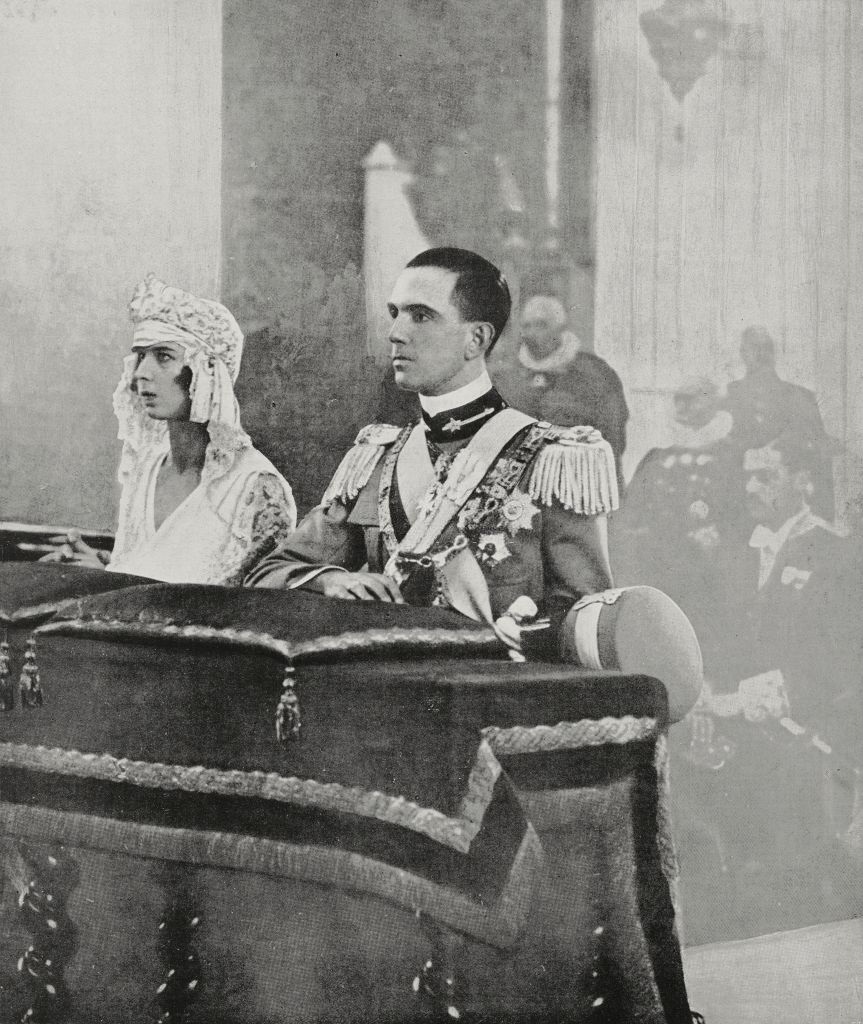
Umberto e Maria José sull'altare della Cappella Paolina del Quirinale.

La mattina dell'8 gennaio 1930 fu celebrato il rito nella Cappella Paolina del Quirinale, dal Cardinale Pietro Maffi, Arcivescovo di Pisa; i testimoni di Umberto furono il Duca d'Aosta ed il Conte di Torino, entrambi primi cugini del padre Vittorio Emanuele, mentre quelli di Maria José furono i fratelli Leopoldo e Carlo Teodoro. Nonostante la sposa si fosse alzata presto al mattino, stava per tardare e Umberto invece aveva una grande attenzione per i dettagli, esigendo perfezione, cosa che Maria José trovò frustante. Lo stesso Principe si lamentò nel vedere che le maniche del vestito, disegnato personalmente da lui stesso, della futura sposa, erano state cucite nel modo sbagliato ed impose che fossero rimosse e sostituite da lunghi guanti bianchi. Secondo la tradizione, quattro principi di Casa Savoia reggevano il velo, simbolo di purezza e protezione. La principessa, poi regina, ricordò in seguito: “Prima attraversammo una lunga successione di saloni pieni d’altezze, e di re per la maggior parte detronizzati. Fra il pubblico la duchessa Elena d’Aosta stonava, col suo ostentato saluto Fascista. Quindi entrammo nella cappella: che visione deliziosa! I diademi scintillanti delle dame di corte, e gli abiti gallonati dei dignitari, davano una bellezza mondanissima a quell’oratorio costruito sul modello della Paolina del Vaticano. Benedì la nostra unione il cardinale Maffi, arcivescovo di Pisa. Al momento dello scambio degli anelli dalla piazza del Quirinale furono lasciate andare nel cielo d’Italia centinaia di colombe bianche”. Alle 11 Umberto e Maria José erano ufficialmente marito e moglie, la quale assunse il titolo di Principessa di Piemonte .
Dopo la cerimonia, gli sposi si spostarono in un'altra sala della residenza reale, per firmare i documenti del matrimonio; fra i tanti ospiti c'era anche il Capo del Governo, Benito Mussolini, il quale chiese alla neo principessa ereditaria di usare la forma italiana del suo nome, ovvero "Maria Giuseppina", ma la giovane donna rifiutò di farlo, con l'imbarazzo del marito, da allora usò sempre la forma originale del suo nome . I due novelli sposi si affacciarono poi al balcone reale, da dove salutarono una grande folla che si era raccolta per vederli. Il Principe e la Principessa di Piemonte lasciarono il palazzo a bordo di un'automobile, recandosi in Città del Vaticano per poi essere ricevuti da Papa Pio XI, cosa che rafforzò ulteriormente i rapporti fra il Regno d'Italia e la Santa Sede, che solo un anno prima avevano firmato i Patti Lateranensi . Nel pomeriggio i Principi presenziarono ad una sfilata nella Piazza di Siena . 
Umberto e Maria José dovettero poi far fronte ad un lungo programma di altre cerimonie e festeggiamenti, come sfilate, presentazioni di omaggi, offerte di doni, ricevimenti e spettacoli pubblici. “Uno dei più bei ricordi – scrisse la principessa – è per me quello del corteo folcloristico che per tre ore sfilò sulla piazza del Quirinale riccamente pavesata. Scena incantevole: un gruppo di sardi a cavallo, con le spose in groppa, si fermarono dinanzi a noi e deposero ai nostri piedi una culla di legno scolpito, mentre ci lanciavano manciate di riso, in segno di tripudio e come augurio di fecondità” . La luna di miele l’avrebbero trascorsa a Courmayeur.

### Gli abiti

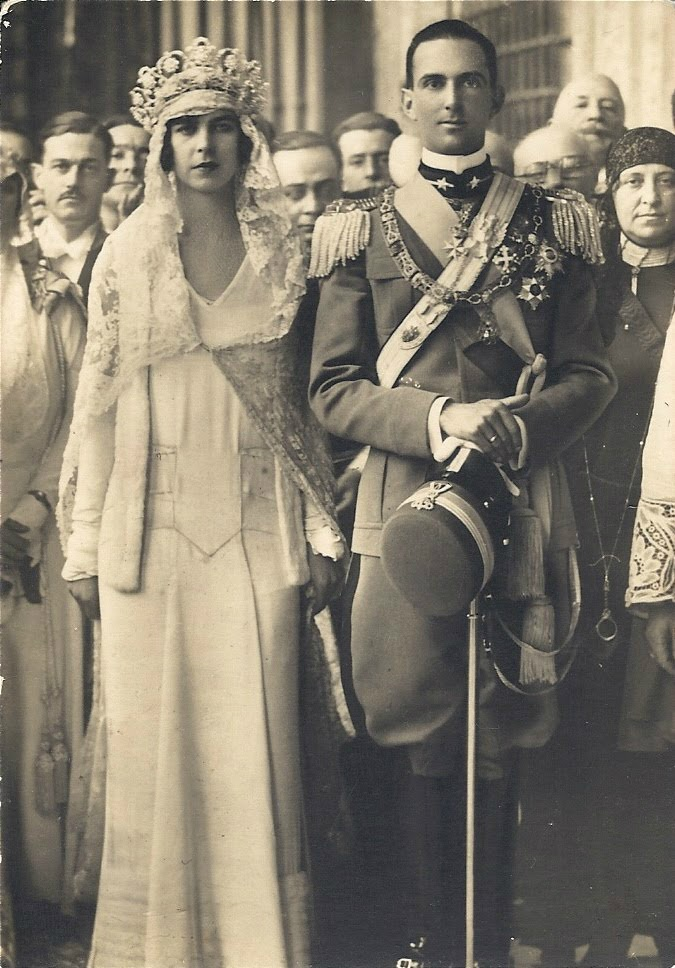
Maria José e Umberto di Savoia in Vaticano, dopo la celebrazione delle nozze.

La sposa, Maria José, per le sue nozze indossò un abito che era stato confezionato dalla sartoria Ventura di Milano ed interamente disegnato dallo stesso principe Umberto. Sulla testa portava invece un antico velo di merletto bianco, sormontato dal "Diadema Musy", realizzato nel 1904 dall'omonima gioielleria torinese per la regina Margherita, che lasciò in eredità il copricapo al nipote Umberto. Nonostante la Principessa fosse “costretta” ad indossare un velo di pizzo di Bruges, poiché dono del suo popolo belga, si lodò lo “squisito sentimento” con cui ella aveva voluto “che l’abito nuziale e tutto il suo corredo di meravigliosi vestiti fossero confezionati in Italia con prodotti italiani e da sarti italiani" .
Umberto, lo sposo, indossò la propria uniforme militare di Colonnello del Regio Esercito, il Collare e la placca dell'Ordine supremo della Santissima Annunziata, la Gran Croce, e la placca, dell'Ordine dei Santi Maurizio e Lazzaro, le placche degli dell'Ordine della Corona d'Italia, dell'Ordine coloniale della Stella d'Italia e l'insegna del Sovrano Militare Ordine di Malta.

## Invitati
La sera del 6 gennaio 1930, fu organizzato un ricevimento al Palazzo del Quirinale, dove furono accolti più di duemila ospiti, invitati dalle due famiglie reali. Ci fu un altro ricevimento, tenutosi sempre nella residenza reale, la notte della vigilia delle nozze di Umberto e Maria José, i quali accolsero più di cinquantamila personalità . Fra gli ospiti reali del gala e delle nozze :

### Famiglia dello sposo
- Re e Regina d'Italia, genitori dello sposo
  - Contessa di Calvi di Bergolo, sorella dello sposo
  - Langravia consorte titolare d'Assia-Kassel, sorella dello sposo
  - Principessa Giovanna di Savoia, sorella dello sposo
  - Principessa Maria Francesca di Savoia, sorella dello sposo
- Duca e Duchessa d'Aosta, primo cugino del padre dello sposo e consorte
  - Duca delle Puglie e la Duchessa delle Puglie, secondo cugino dello sposo e consorte
  - Duca di Spoleto, secondo cugino dello sposo

- Conte di Torino, primo cugino del padre dello sposo
- Duca di Genova, zio materno del padre dello sposo
  - Principe di Udine, primo cugino del padre dello sposo
  - Duca di Pistoia, primo cugino del padre dello sposo
  - Duca di Bergamo, primo cugino del padre dello sposo
  - Duca d'Ancona, primo cugino del padre dello sposo
- Granduchessa Milica di Russia, zia materna dello sposo
- Principessa Xenia del Montenegro, zia materna dello sposo

### Famiglia della sposa
- Re e Regina dei Belgi, genitori della sposa
  - Duca e Duchessa di Brabante, fratello e cognata dello sposo
  - Conte delle Fiandre, fratello della sposa

### Case reali straniere
- Duca di York
- Manuele II del Portogallo
- Regina Sofia di Grecia
- Re e Regina dell'Afghanistan
- Zar di Bulgaria
  - Principe Kyril di Bulgaria
  - Principessa Evdokija di Bulgaria
- Antonia di Baviera
- Principe e Principessa Paolo di Jugoslavia

### Altri
- Miklós Horthy, reggente del Regno d'Ungheria

## Voci collaterali
- Maria José del Belgio
- Umberto II di Savoia
- Regno d'Italia
- Storia del Fascismo italiano
- Regno del Belgio
- Monarchia